# Cine Bailèn
El Cine Bailèn, propietat de l'empresa Cinesa, va obrir el 17 de març de 1974. Ubicat al carrer de Bailèn, 161. Tenia una capacitat de 500 localitats.
Durant la primera setmana va projectar vuit pel·lícules d'estrena diferents, una cada dia, la primera va ser Crits i murmuris d'Ingmar Bergman.
Durant la matinada del 17 de desembre de 1991 hi va haver un incendi que va destruir parcialment el local. El 17 de juliol de l'any següent, després de reformar i millorar el local, va reobrir amb el film L'ombra de la sospita. Entre aquestes millores destacava el servei de cafeteria.
El 28 de juny de 1999 va tancar les portes juntament amb el cine Arkadin. L'última projecció va ser Entrapment (El parany).